# YINSH
ІНШ (англ. YINSH) — настільна гра від ігрового дизайнера Кріса Барма. Це п'ята гра, випущена в рамках проекту GIPF. Під час її випуску в 2003 році Барм заявив, що він має намір вважати її шостою і останньою грою проекту, і що гра, яку він ще не випустив, PÜNCT, логічно буде п’ятою грою.  Однак запис у його блозі  від 19 червня 2005 року свідчить про те, що він переглядає це питання.
Геймплей складається з кілець, за допомогою яких треба перевертати фішки, подібно до Реверсі.

## Правила

### Ігрові елементи
В ІНШ грають на дошці у формі неповної шестикутної зірки з 85 точками (які є вершинами трикутних клітинок). Основними фігурами є чорно-білі кільця, по п’ять у кожного гравця. Також використовується набір фішок, чорних з одного боку і білих з іншого.

### Мета
Мета гри — забрати з гри три свої кільця. Оскільки з наближенням до перемоги зменшується кількість своїх кілець на дошці, це ускладнює стратегію.

### Фаза розміщення
Гра починається з порожньої дошки і проходить у два етапи. Під час першої фази обидва гравці, починаючи з білих, по черзі кладуть одне зі своїх кілець на дошку в будь-яку точку. Після того, як кожен гравець зіграє всі п’ять своїх фігур, цей етап закінчується.

### Фаза переміщень
Другий етап передбачає формування рядів з п'яти фішок власного кольору лицьовою стороною вгору. Як тільки це станеться (впродовж ходу будь-якого гравця), цей гравець знімає п’ять фішок, а також одне зі своїх кілець (будь-яке). Як тільки гравець знімає будь-які три свої кільця, він перемагає.
Переміщення складається з наступних дій:
1. Гравець вибирає одне зі своїх кілець для переміщення.
2. Гравець ставить фішку власного кольору лицьовою стороною вгору в середину цього кільця.
3. Гравець переміщує кільце (але не фішку) у будь-яке незайняте місце, прямо вздовж будь-якої лінії.

При переміщенні кільця діють такі правила:
- Кільце не може рухатися над іншими кільцями.
- Кільце може переміщатися через будь-яку кількість фішок будь-якого кольору (або різних кольорів), які стоять у ряд. Якщо це станеться, він повинен зупинитися на першому порожньому місці одразу за останньою фішкою. Усі фішки, через які таким чином було переміщено кільце, одразу перевертаються.
- Хід не може закінчуватися у точці, зайнятій фішкою.

Якщо після переміщення кільця утворився ряд з більше ніж п'яти своїх фішок — гравець знімає будь-які п'ять послідовних фішок із цього ряду.
Іноді можливо зробити хід, який робить ряд з п’яти (або більше) фішок для опонента. Коли за один хід зроблено більше одного ряду, гравець, який щойно перемістився, спочатку знімає свої ряди (якщо такі є), а потім інший гравець знімає свої ряди (якщо такі є), перш ніж зробити наступний хід. Ряди знімаються по одному, тому, якщо одна фішка належить двом рядам, лише один із цих рядів може бути знятим (гравець обирає, який саме).
Якщо всі фішки розміщені на дошці до того, як хтось із гравців виграв, гра закінчується, переможцем стає гравець, який зняв більше кілець. Якщо у цей момент обидва гравці зняли однакову кількість кілець, гра закінчується нічиєю.

## Відео ігри
Офіційних онлайн-версій ІНШ не існує, але є ряд неофіційних реалізацій. Для мобільних пристроїв є Shyring для IOS, опублікований у грудні 2014 року 

## зовнішні посилання
- Офіційний сайт
- YINSH на сайті BoardGameGeek [Архівовано 15 січня 2022 у Wayback Machine.]
- Web YINSH [Архівовано 7 січня 2022 у Wayback Machine.]
- Вихідний код [Архівовано 7 січня 2022 у Wayback Machine.]